# Vittangijärvi
Vittangijärvi was een gehucht binnen de Zweedse gemeente Kiruna. Het voormalige dorp dat al tientallen jaren verlaten is is gelegen  op de zuidelijke oevers van het Vittangimeer, aan de voet van de Vittangiberg. Van een dorpsbebouwing is geen sprake, het bestaat uit een aantal verspreid staande huisjes, die nu geboekt kunnen worden door natuurwandelaars. Eens in de zoveel jaren wordt het dorp aangedaan door een pelgrimstocht vanuit Sevujärvi. Er loopt geen verharde weg naartoe. Alleen wandelaars, terreinauto’s en fietsen en in de winter natuurlijk ijssleden kunnen de plaats bereiken.